# Visulahti
Visulahti est un parc d'attractions sur le thème des dinosaures et un centre touristique ouvert en 1980 à Mikkeli, en Finlande, le long du lac Saimaa et de la route nationale 5.
Il est similaire au Puuhamaa de Tervakoski car il n'y a pas d'équipement de parc d'attractions traditionnel.
Visulahti appartient aux Aspro Parks espagnols via Puuharyhmä Oyj, qu'elle a acquis en 2007.
Il se compose de trois zones: Dinosauria, HyperDino et le cabinet de cire de Visulahti,, Le Dinosauria possède deux piscines différentes et trois grands toboggans aquatiques. Visulahti propose également des hébergements et un camping.